# 宇树科技

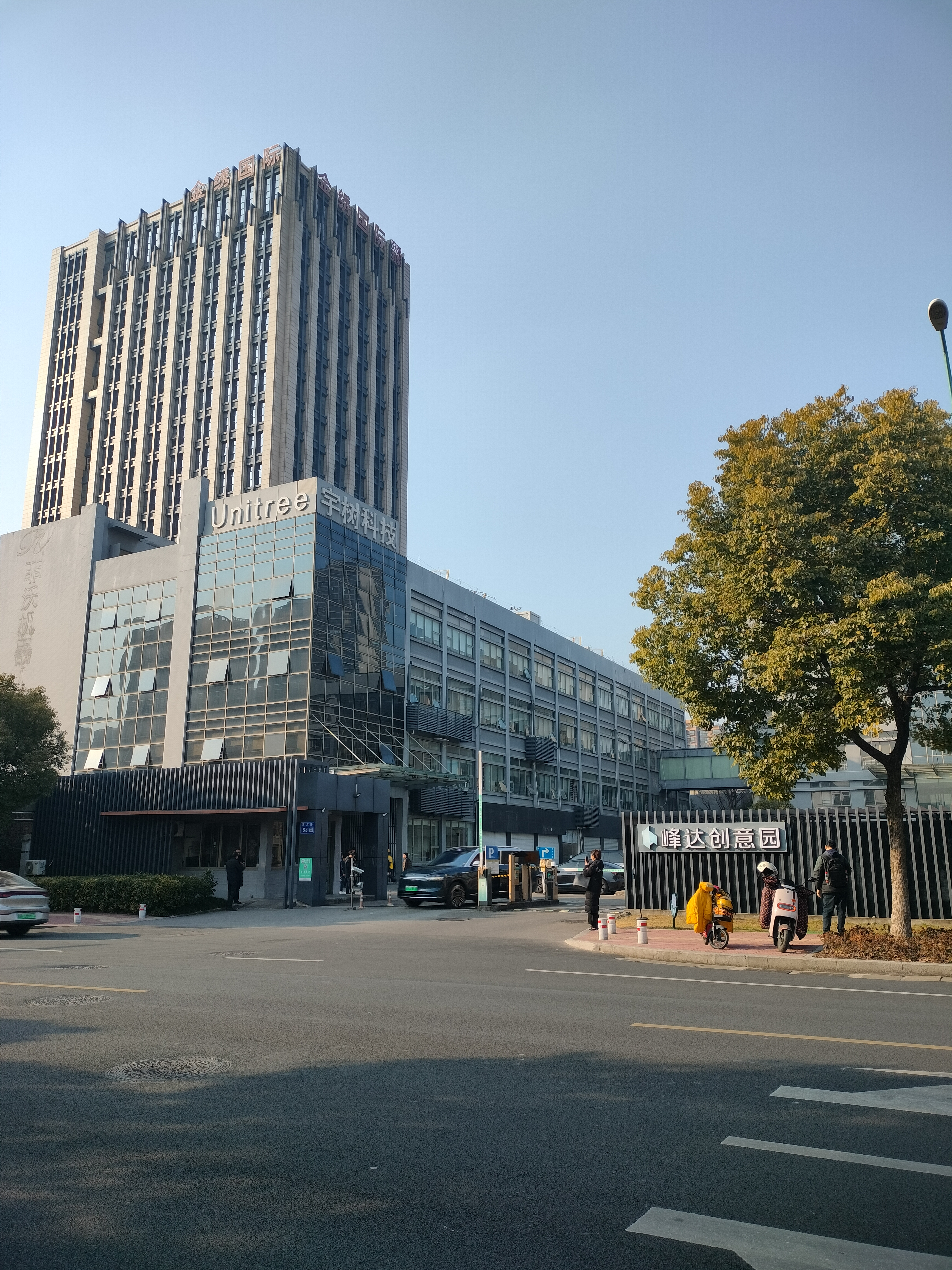
位于滨江区峰达创意园的宇树科技公司

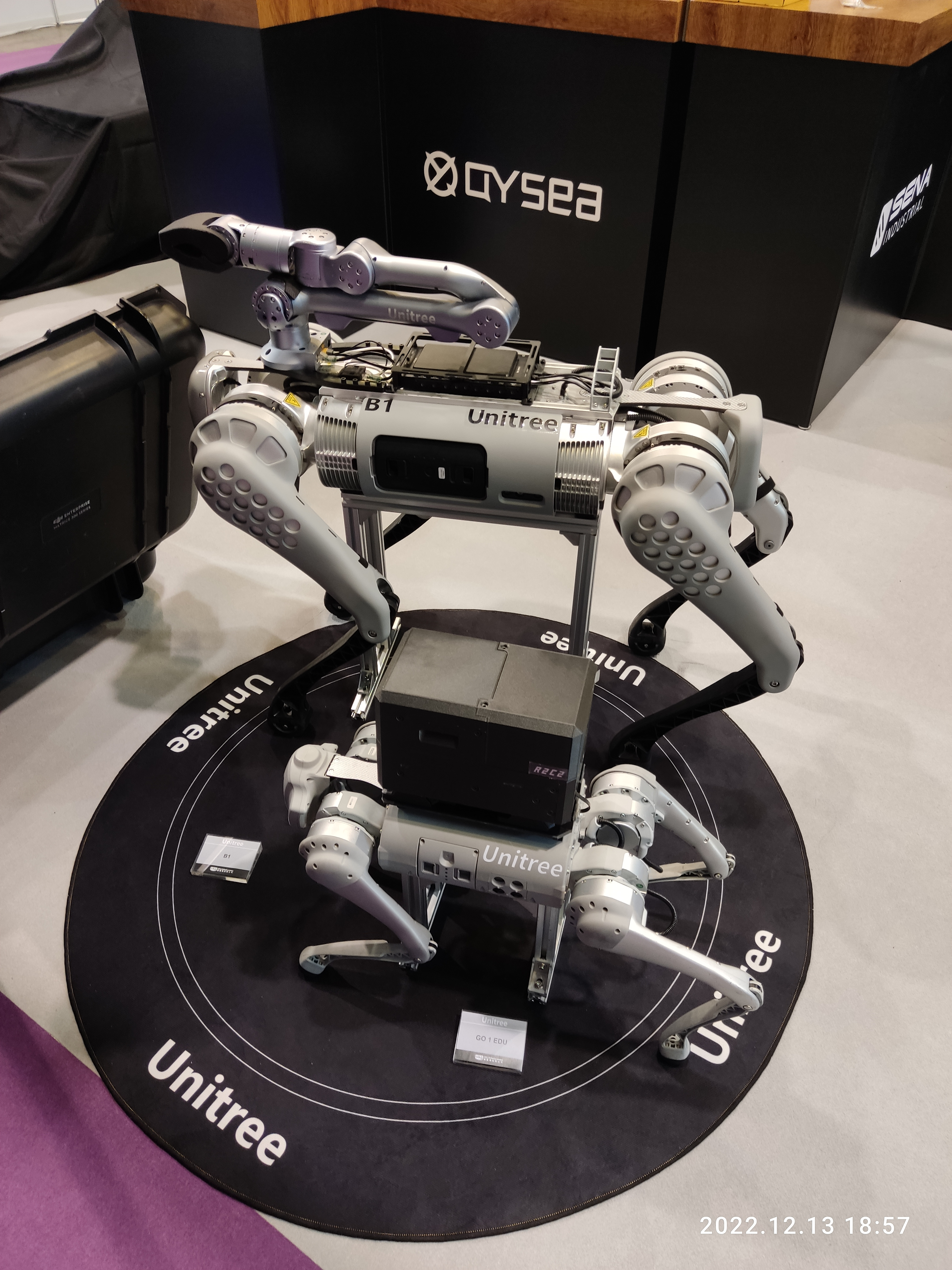
宇树B1（上方）以及Go1（下方）机器狗

杭州宇树科技有限公司，简称宇树科技，是中国一家研发与生产民用机器人的科技公司，总部位于浙江省杭州市滨江区。公司成立于2016年，主要开发面向个人用户的四足机器人。其主要投资方为红杉中国、经纬创投和顺为资本。

## 历史
2016年，宇树科技创始人王兴兴在自己的硕士期间开发了一款纯电驱动四足机器人XDog。这款机器人在当时引起了一些初创投资人的兴趣。毕业后王兴兴进入大疆工作，不久后辞职，创办了宇树科技。
2021年，宇树科技发布了第一款产品Go1，其定位类似于波士顿动力的机器狗Spot。Go1上安装了12个马达，每一个马达能产生23.7Nm的扭力，且能以每秒30转的速度运作。这款机器狗可以在沙地、碎石以及泥土等不同自然环境的表面行走。
2024年4月，宇树科技发布公司的第一款全尺寸人形机器人H1，并展示了原地后空翻等高难动作，以及步态稳定系统抵抗外力干扰的能力。
2024年12月20日，深圳市曼恩斯特（301325）科技股份有限公司子公司深圳市蓝方技术有限公司与杭州宇树科技有限公司（以下简称“宇树科技"）在杭州举行了战略合作签约仪式。

## 表演
宇树科技的产品曾参加2021年央视春晚、2025年央视春晚、2022年冬奥会开幕式、2023年超级碗赛前表演、2022年杭州亚运会和亚残运会等活动的演出。

## 军事应用

宇树Go2，以及其背部安装的载重支架

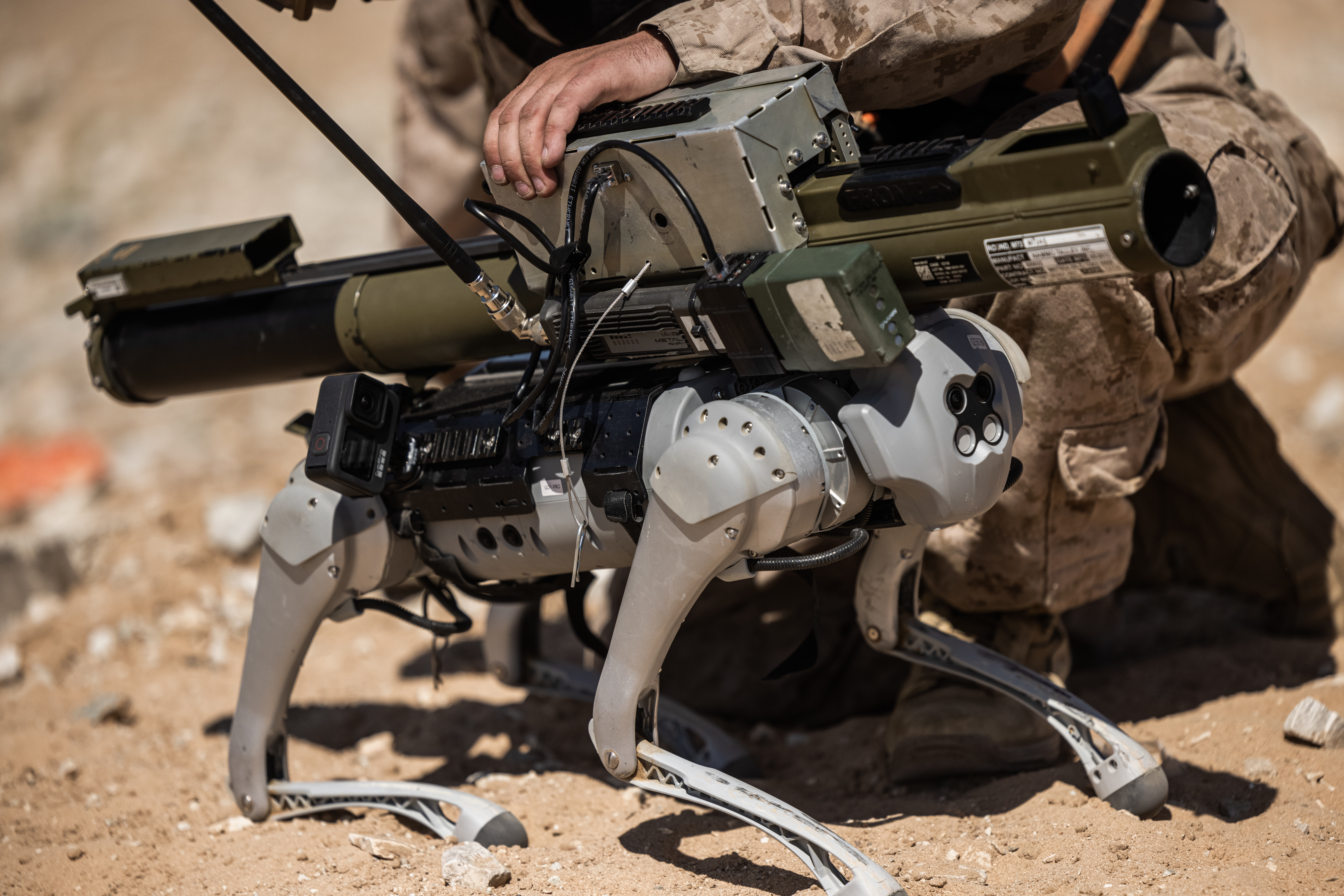
美国海军陆战队使用宇树科技的Go1机器狗

宇树科技否认向任何军队出售产品，但也无法阻止任何军队通过亚马逊等电商平台采购面向个人用户的四足机器人，并将其武器化。
2023年11月，福布斯新闻公布一组照片，显示美国海军陆战队战术训练中，将一具M72反坦克火箭筒固定在一台Go1机器狗上。
2024年5月，中柬“金龙-2024”联演期间，解放军发布的新闻中，陆军使用B1、Go2等多款不同型号的机器狗，配合中柬双方士兵进行战场扫描和打击任务。
2024年8月，乌克兰向媒体公布，已向俄乌前线派遣了一批机器狗协助战斗。得益于其复杂地形的通过能力，乌克兰士兵操纵机器狗能对建筑物内部和战壕等无人机不方便进入的位置，进行抵近侦察。这批机械狗采购自一家名为Brit Alliance的英国武器公司。这家公司从中国以3500美元的单价购入一批宇树科技Go2 Pro机器狗，运到英国加装红外摄像头等一系列改装并命名为BAD One。这批机械狗能承担多种战场任务，携带武器弹药，加装机械手臂开门，必要的时候也能承担自杀式袭击的任务。